# Cissus obliqua
Cissus obliqua är en vinväxtart som beskrevs av Ruiz & Pav.. Cissus obliqua ingår i släktet Cissus och familjen vinväxter. Inga underarter finns listade i Catalogue of Life.